# Stanisław Żeleński (aktor)

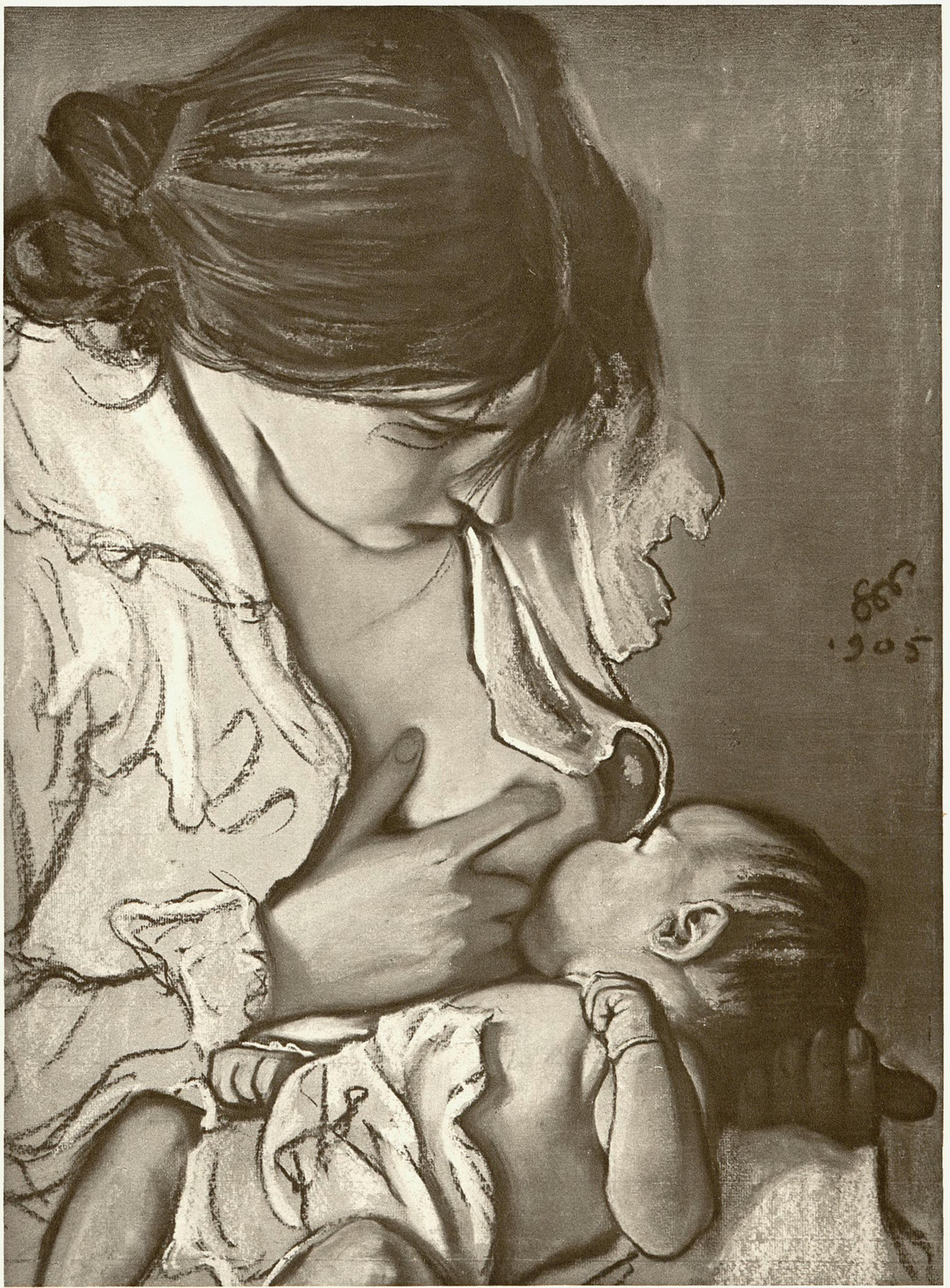
Obraz Stanisława Wyspiańskiego Macierzyństwo (1905).

Stanisław Żeleński (ur. 23 lutego 1905 w Krakowie, zm. 3 grudnia 1981 w Warszawie) – polski aktor filmowy i teatralny, recytator.

## Życiorys

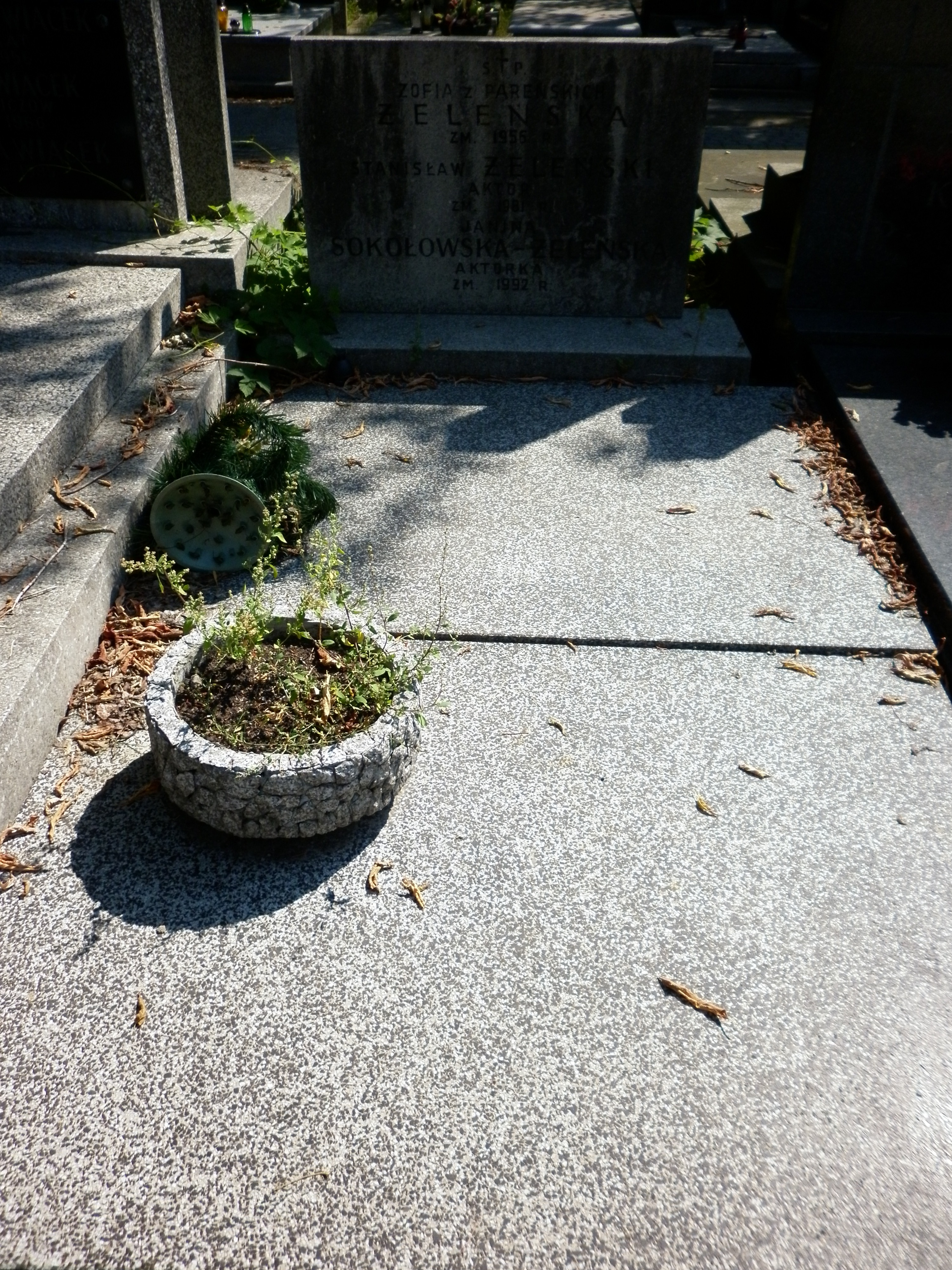
Grobowiec Zofii oraz Stanisława i Janiny Żeleńskich na cmentarzu Powązkowskim

Urodził się w rodzinie Tadeusza Boya-Żeleńskiego i Zofii z domu Pareńskiej. Jako trzymiesięczne niemowlę został sportretowany wraz z matką przez Stanisława Wyspiańskiego na obrazie Macierzyństwo (Zofia Żeleńska karmiąca) z 1905. Ukończył gimnazjum im. Jana Zamoyskiego w Warszawie. W latach 1924–1926 studiował na oddziale dramatycznym Konserwatorium Warszawskiego, w 1926 złożył eksternistyczny egzamin z aktorstwa w ZASP. Występował na scenach Teatru Polskiego (1926–1929) i Ateneum (1929–1932). W latach 1932–1933 uczestniczył w objazdach Teatru Wołyńskiego im. Juliusza Słowackiego w Łucku pod dyr. Rodziewicza. Pod koniec 1933 ponownie występował w Warszawie: w Teatrze Polskim oraz w Teatrze Małym, a od sezonu 1934/35 także na innych scenach TKKT (Nowy, Narodowy), w latach 1936–1939 nadal w Teatrze Polskim i Małym. W okresie przedwojennym rozpoczął współpracę z Polskim Radiem, nagrywał płyty gramofonowe dla wytwórni „Syrena Record”.
Po wybuchu działań wojennych pracował jako kelner, podczas okupacji był kierownikiem sali w kawiarni „Yacht Club” w Warszawie.
Po zakończeniu wojny otrzymał angaż w Teatrze Wojska Polskiego w Łodzi. Wkrótce po tym, powrócił do Warszawy i do emerytury w 1975, był aktorem Teatru Polskiego. W latach 1949–1981 występował w słuchowiskach Teatru Polskiego Radia. Pod koniec życia cierpiał na postępującą chorobę płuc, która utrudniała mu grę aktorską.
Był mężem aktorki Janiny z Sokołowskich (1900–1992).
Zmarł w Warszawie, pochowany w grobowcu rodzinnym na cmentarzu Powązkowskim (kwatera 154b-2-22).

## Filmografia
- 1936: Jadzia
- 1950: Warszawska premiera jako Józef Sikorski, krytyk muzyczny
- 1953: Żołnierz zwycięstwa jako generał Juan Gonzales

## Ordery i odznaczenia
- Krzyż Kawalerski Orderu Odrodzenia Polski (11 lipca 1955)[6]
- Złoty Krzyż Zasługi (13 listopada 1953)[7]
- Medal 10-lecia Polski Ludowej (19 stycznia 1955)[8]